# Legea cetățeniei croate
Cetățenia croată este una dintre expresiile suveranității Republicii Croația și este o verigă fundamentală care generează consecințe juridice, administrative și politice pentru deținător. Deținerea cetățeniei croate reprezintă o precondiție juridică esențială pentru exercitarea drepturilor unei persoane în raporturile cu autoritățile statului croat.
Legea cetățeniei croate datează din 26 iunie 1991, cu modificări adoptate în 1991, 1992, 1994, 2011, 2015, 2019 și o interpretare a Curții Constituționale din 1993. Intrată în vigoare la 8 octombrie 1991, bazându-se pe Constituția Croației (Capitolul II, articolele 9 și 10) și în mare parte pe principiul jus sanguinis, legea definește cetățenia croată, condițiile pentru dobândirea și retragerea acesteia.
De asemenea, principiile și standardele de bază prevăzute în legislația europeană sunt încorporate în Legea cu privire la cetățenia croată, precum continuitatea juridică a cetățeniei, prevenirea apatridiei, exclusivitatea cetățeniei croate, egalitatea între copiii rezultați din căsătorie, nelegitimi și adoptați.

## Dobândirea cetățeniei croate
Cetățenia croată se dobândește:
1. jus sanguinis: prin descendență dacă cel puțin unul dintre părinți este cetățean croat,
2. jus soli: prin naștere pe teritoriul Croației (cel puțin unul dintre părinți trebuie să dețină cetățenia croată) sau în cazul unui copil găsit în Croația ai cărui părinți sunt necunoscuți,
3. prin naturalizare,
4. conform tratatelor internaționale.

În sistemul juridic croat, dobândirea cetățeniei la naștere este reglementată de un sistem mixt, conform căruia principiul descendenței (în latină jus sanguinis) este principiul de bază pentru dobândirea cetățeniei croate, dar în unele cazuri este completat de principiul teritoriului (în latină jus soli).

### Dobândirea cetățeniei prin descendență
În conformitate cu articolul 4 din Legea cetățeniei croate, un copil dobândește cetățenia croată prin descendență dacă:
1. ambii părinți sunt cetățeni croați la momentul nașterii sale,
2. unul dintre părinți este cetățean croat la momentul nașterii copilului, iar copilul s-a născut în Republica Croația,
3. la momentul nașterii copilului, unul dintre părinți este cetățean croat, iar celălalt este apatrid sau de cetățenie necunoscută și copilul s-a născut în străinătate,
4. copilul este străin sau apatrid, dar a fost adoptat de cetățeni croați.

Cetățenia croată se dobândește prin descendență și de către un copil de cetățenie străină sau apatrid dacă, în conformitate cu prevederile unei legi speciale, a fost adoptat de un cetățean croat cu efect de rudenie. Un copil aflat într-o astfel de situație este considerat cetățean croat de la momentul nașterii.
De asemenea, cetățenia croată poate fi dobândită printr-o combinație de descendență și înregistrare de un copil născut în străinătate, dacă cel puțin unul dintre părinți este cetățean croat la momentul nașterii copilului, „dacă copilul depune o cerere de dobândire a cetățeniei croate înainte de împlinirea vârstei de 21 de ani la o autoritate competentă a Republicii Croația în străinătate sau din Republica Croația, sau dacă se stabilește în Republica Croația”, sau dacă copilul nu ar dobândi altfel nicio cetățenie.

### Dobândirea cetățeniei prin naștere pe teritoriul Republicii Croația
Principiul dobândirii cetățeniei de jure soli în sistemul juridic croat are un caracter secundar și suplimentar. Potrivit legii, cetățenia croată este dobândită de către un copil care s-a născut sau care a fost găsit pe teritoriul Republicii Croația, dacă ambii părinți sunt necunoscuți, sunt de cetățenie necunoscută sau sunt apatrizi. Cetățenia croată a unui copil va fi retrasă dacă se stabilește, până la împlinirea vârstei de 14 ani, că ambii părinți sunt cetățeni străini. Scopul acestei prevederi este de a evita situațiile în care copiii să devină fără cetățenie sau apatrizi.

### Dobândirea cetățeniei prin naturalizare
Naturalizarea, ca bază pentru dobândirea cetățeniei croate, se referă la acordarea cetățeniei croate unui străin. Naturalizarea este una dintre bazele legale obișnuite și periodice de dobândire a cetățeniei, prin care un străin dobândește cetățenia la cererea sa, în urma emiterii unui act special de către guvernul croat. Prin urmare, spre deosebire de dobândirea cetățeniei prin descendență, naturalizarea nu se realizează automat prin forța legii, ci necesită o manifestare explicită a voinței persoanei în cauză și un act special al guvernului.
Conform articolului 8 din Legea cetățeniei croate, un străin poate dobândi cetățenia croată prin naturalizare dacă a depus o cerere și îndeplinește cumulativ următoarele cerințe:
1. a împlinit vârsta de 18 ani,
2. a renunțat la cetățenia străină sau depune dovada că va primi un acord de renunțare dacă i se acordă cetățenia croată,
3. a locuit în Republica Croația și a deținut o reședință înregistrată timp de 8 ani fără întrerupere anterior depunerii cererii și deține statutul de cetățean străin cu reședință permanentă,
4. cunoaște limba croată și alfabetul latin, cultura croată⁠(d) și posedă cunoștințe despre ordinea socială din Croația,
5. din comportamentul său se poate concluziona că respectă ordinea juridică și obiceiurile din Republica Croația, își achită contribuțiile sociale și nu există obstacole de securitate pentru ca acesta să primească cetățenia croată[5]. Este vorba despre condițiile generale pentru dobândirea cetățeniei croate prin naștere.

Legea prevede, de asemenea, situații speciale în care se poate aproba cererea unui străin de a dobândi cetățenia croată. Legea prevede mai multe asemenea cazuri:
1. solicitantul s-a născut și are reședința pe teritoriul Republicii Croația,
2. solicitantul are o relație conjugală cu un cetățean croat,
3. solicitantul este un emigrant din Republica Croația, un descendent sau soț al acestuia,
4. există interes din partea Republicii Croația,
5. solicitantul aparține poporului croat.

De asemenea, este posibil ca emigranții, soții și descendenții acestora să solicite cetățenia croată în conformitate cu articolul 11. Un emigrant, soțul și descendenții săi pot dobândi cetățenia croată prin naturalizare, fără a fi necesar:
1. să cunoască limba croată,
2. să renunțe la cetățenia deținută,
3. să fi locuit anterior pe teritoriul Republicii Croația.

Cu toate acestea, în general, articolul 11 nu se aplică migranților care sunt cetățeni ai altor țări din fosta Iugoslavia.

## Dubla cetățenie
În anumite cazuri, Croația permite cetățenilor săi să dețină o cetățenie străină concomitent cu cetățenia croată.
În conformitate cu articolul 8 din Legea cetățeniei croate, dobândirea cetățeniei croate prin naturalizare necesită renunțarea la cetățenia celeilalte țări, în cazul în care renunțarea este permisă de legislația din acea țară. Cu toate acestea, acest lucru nu se aplică într-o serie de situații, inclusiv pentru descendenții emigranților croați, dacă este în interesul național al Croației și pentru foști cetățeni croați care au renunțat la cetățenia croată pentru a practica o profesie în altă țară.

## Înregistrarea cetățeniei croate și dovada acesteia
O înregistrare a cetățeniei croate este păstrată sub forma unei cărți a cetățeanului (în croată knjiga državljana) și în format electronic. Datele din cartea cetățeanului în format electronic sunt colectate în baza de date centrală privind informațiile personale ale cetățenilor (registrele de stare civilă). Registrul cetățenilor se găsește la oficiul registrului din zona arondată. Persoanele născute în Republica Croația sunt înregistrate în registrele de evidență care se găsesc la oficiul de stare civilă arondat locului nașterii acelei persoane, în timp ce persoanele născute în străinătate sunt înregistrate în registrele de evidență aflate la oficiul de stare civilă arondat locului de reședință a persoanei care depune cererea de dobândire a cetățeniei croate. Persoanele care dobândesc cetățenia croată și nu au reședința în Republica Croația sunt înregistrate în evidențele centrale, care sunt păstrate de organismul responsabil din administrația generală din orașul Zagreb.
Cetățenia croată este dovedită printr-o carte de identitate, un livret militar sau un pașaport. Un cetățean croat care nu deține niciunul dintre aceste documente își dovedește cetățenia croată prin intermediul unui certificat de naștere (Domovnica) eliberat de oficiul de stare civilă.

## Cetățenia Uniunii Europene
Deoarece Croația face parte din Uniunea Europeană, în conformitate cu prevederile dreptului comunitar, cetățenii croați sunt, de asemenea, cetățeni ai Uniunii Europene și astfel se bucură, printre altele, de dreptul la liberă circulație și dreptul de vot la alegerile pentru Parlamentul European. Când se află într-o țară din afara UE în care nu există ambasadă croată, cetățenii croați au dreptul de a obține asistență consulară din partea ambasadei oricărei alte țări UE din acea țară. Cetățenii croați pot trăi și munci în orice țară din UE ca urmare a dreptului de liberă circulație și ședere acordat în baza articolului 21 din Tratatul UE.

## Libertatea de călătorie a cetățenilor croați
Croația
     libertate de călătorie
     nu este necesară viză
     viză la sosire
     eVisa
     viză la sosire sau online
     viză obligatorie

Cerințe de obținere a unei vize pentru cetățenii croați la intrarea într-o altă țară
Croația
libertate de călătorie
nu este necesară viză
viză la sosire
eVisa
viză la sosire sau online
viză obligatorie

Cerințele de viză pentru cetățenii croați reprezintă restricții administrative de intrare în țară impuse cetățenilor din Croația de autoritățile altor state. În 2024, Croația se afla pe locul 11 în clasamentul Henley Passport Index care clasifică țările în funcție de numărul destinațiilor pentru care cetățenii unei țări nu au nevoie de viză de intrare. Astfel, cetățenii croați aveau acces fără viză în 184 de țări precum Statele Unite, Regatul Unit, Emiratele Arabe Unite, Japonia și toate țările din Uniunea Europeană. Deținătorii de pașaport croat aveau nevoie de viză pentru 46 de destinații din lume, printre care Australia, China, India, Rusia și Africa de Sud
În 2018, Croația ocupa locul 24, cu un scor de 73,8% în clasamentul Quality of Nationality Index[en] (QNI). Acest indice diferă de Visa Restrictions Index[en], care se concentrează pe un singur factor extern, libertatea de călătorie, întrucât QNI ia în considerare, pe lângă libertatea de călătorie și factori interni precum pacea și stabilitatea, puterea economică și dezvoltarea umană dintr-o țară.